# Arripis truttacea
Arripis truttacea är en fiskart som först beskrevs av Cuvier 1829.  Arripis truttacea ingår i släktet Arripis och familjen Arripidae. Inga underarter finns listade i Catalogue of Life.

## Bildgalleri

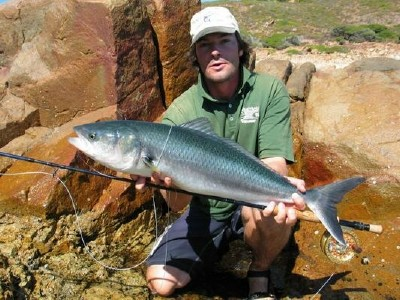
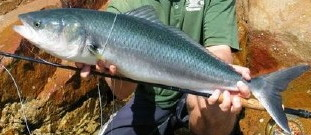